# Construcció de l'estat liberal a Espanya

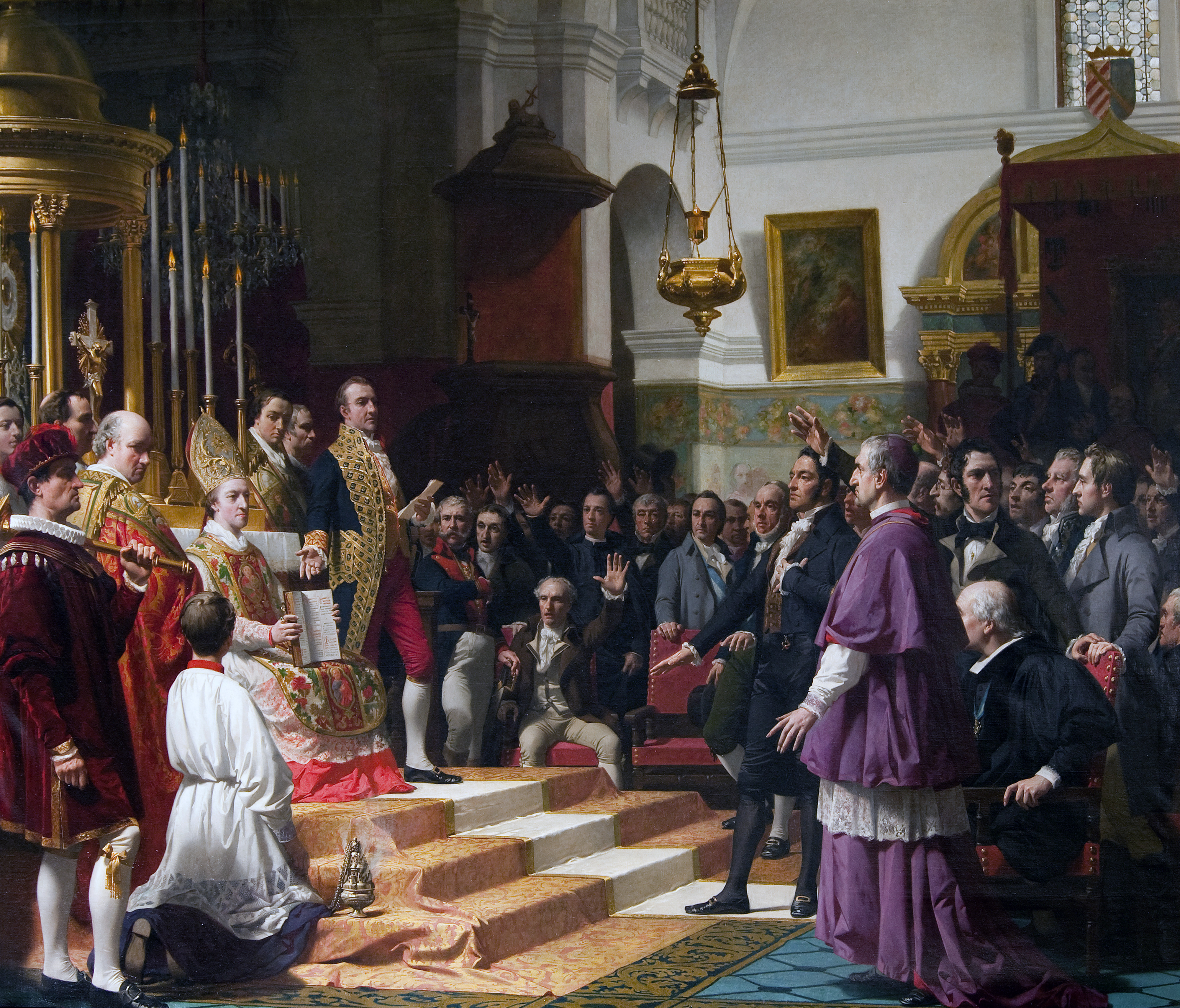
Junta Suprema de les Corts de Càdis.

La construcció de l'estat liberal a Espanya va començar a partir de la mort, el 1833, de Ferran VII, monarca absolutista. Aquest arribarà fins a la Revolució de 1868. Es narra, doncs, el complex i imperfecte procés de modernització de les estructures socials i de la transformació de l'Estat espanyol en un sentit liberal i constitucionalista. Les condicions institucionals pròpies d'una economia de mercat moderna van quedar finalment establertes, superant-se, doncs, la societat d'Antic Règim.

## La incidència de les guerres revolucionàries
Des de l'inici de la Revolució Francesa, l'any 1789, es van commoure les estructures del país veí i les mentalitats tradicionals del continent, un gran nombre de refugiats francesos -aristòcrates i jerarquies eclesiàstiques, burgesos i menestrals-, però també d'agents revolucionaris, es van instal·lar a Catalunya i van contribuir, de manera directa o indirecta, a accelerar les tendències socials i polítiques ja existents de crítica al sistema senyorial feudal.
L'any 1793 va començar, de debò, la implicació directa de Catalunya en el cicle revolucionari car la guerra contra la Convenció Francesa -la Guerra Gran -, iniciada amb la invasió del Rosselló per les tropes del general Ricardos, va durar dos anys i va encetar un llarg interval de conflictes a la frontera, o al mar, i també al territori català mateix. La Guerra Gran va produir pèrdues humanes, danys a les propietats i a les collites, sobretot a les zones més properes a la frontera, i un augment de la pressió fiscal a causa de les noves contribucions de defensa.
La pau de Basilea l'any 1795 no va durar gaire temps. Després de la signatura del tractat de San Ildefonso l'any 1796, dues noves guerres, ara en aliança amb França i contra Anglaterra, van ocupar els períodes 1796-1802 i 1804-1808.
El 1808, començava la Guerra del Francès que no va finalitzar fins a l'any 1814.
Entrat el segle xix, les dificultats per al manteniment de l'ordre tradicional van augmentar. A l'esgotament endogen del sistema tradicional, després d'un prolongat període d'expansió, se li sumava la creixent resistència pagesa a l'acceptació dels mecanismes de transferència de renda cap als senyors i els efectes desequilibradors produïts per la implicació catalana i espanyola al cicle de les guerres revolucionàries.

## La crisi de la monarquia absoluta
L'economia catalana havia estat seriosament afectada per les guerres del final del segle xviii i el principi del XIX car aquestes produeixen despeses extraordinàries immenses sense increments proporcionals a la tributació ordinària, i deprimeixen l'activitat econòmica i, per tant, motiven la caiguda de la recaptació. Els desequilibris es fan molt grans i l'Estat ha de recórrer a l'endeutament massiu. El període de guerres que es va iniciar a Espanya el 1793 va presentar una situació d'aquesta naturalesa, agreujada per la mateixa continuïtat dels conflictes.
Així, de l'any 1793 al 1807, la despesa anual de l'Estat es va duplicar, mentre que els ingressos interiors es van mantenir estables i l'augment de les transferències dels territoris americans de l'Imperi no va aconseguir assolir els equilibris perduts. La traducció més patent va ser l'emissió massiva de vales reales -a mig camí entre diner fiduciari i títols del deute-, que es van depreciar ràpidament, i l'endeutament.

## L'Estat liberal i la instauració del capitalisme
L'entrada dels exèrcits francesos l'any 1808 i la guerra fins a la victòria i el retorn del rei Ferran VII van constituir un potent accelerador històric.
A més del seu caràcter antinapoleònic, la Guerra del Francès contenia implícitament, i sovint explícitament, un autèntic aixecament contra la monarquia borbònica i l'administració que havien acceptat la presència dels invasors. Va donar lloc, així mateix, a l'assumpció popular de la sobirania i a la creació de tot un Estat antifrancès però, alhora, contrari al sistema imperant.
Ben aviat es formava una Junta Central i després la Regència. Les Corts, reunides l'any 1810, van procedir a definir noves estructures polítiques i a redactar la primera Constitució de l'Estat espanyol, l'any 1812.

### Ferran VII jura la constitució

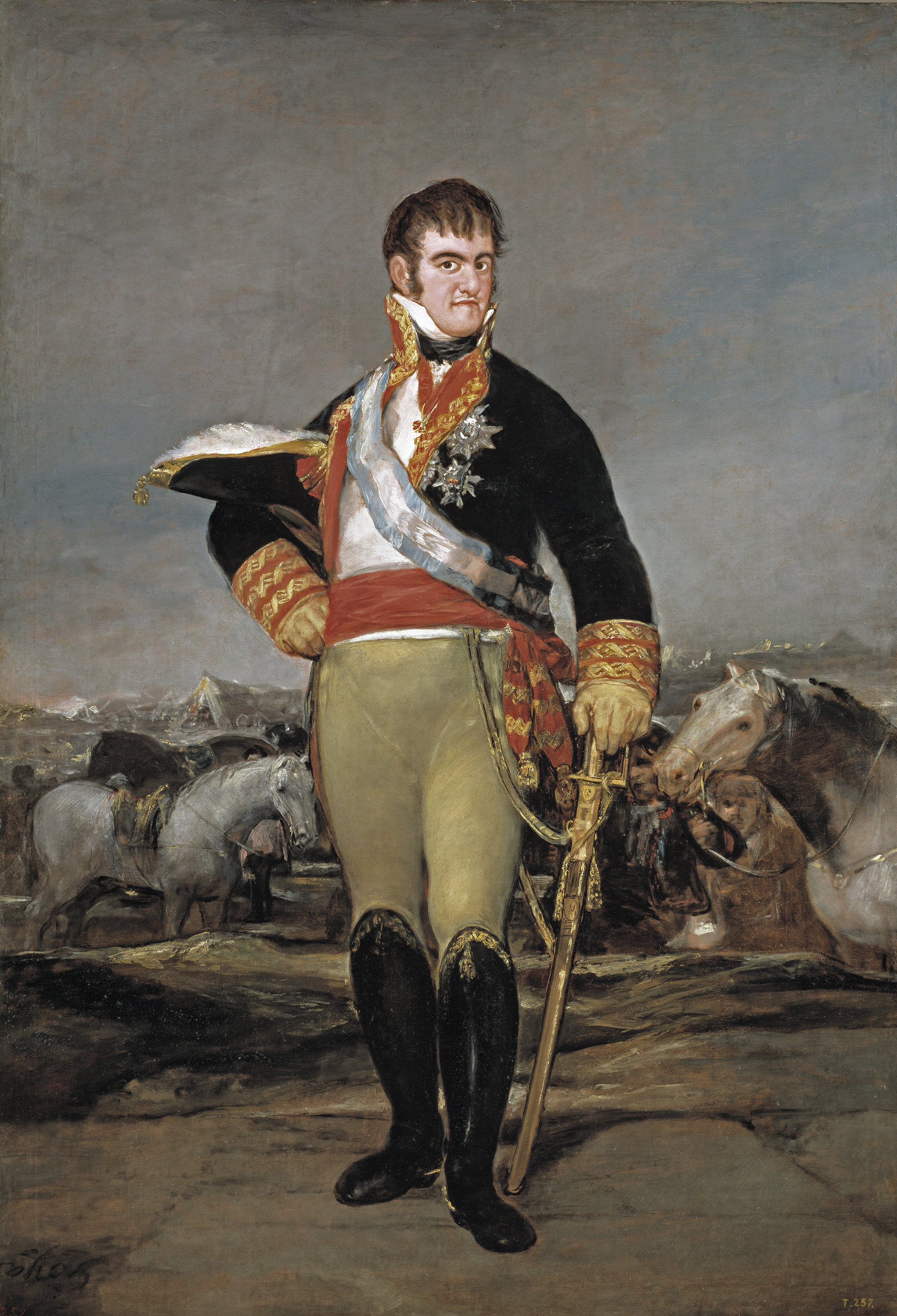
Ferran VII d'Espanya

L'acabament de la guerra i el retorn de Ferran VII van acompanyar el restabliment de l'absolutisme i l'anul·lació de quasi tota la nova legislació, de signe liberal, inclosa la supressió de la Constitució de 1812. L'any 1820, però, amb el pronunciament de Riego, el monarca es va veure obligat a acatar-lo.

### El pronunciament de Riego (1820)
Després del pronunciament de Rafael del Riego l'any 1820, va tornar a obrir-se un nou període de signe liberal i es va reinstaurar l'entramat constitucionalista definit a la Constitució Espanyola de 1812 de Cadis. El primer autèntic assaig liberal va resultar frustrat ben aviat, l'any 1823.

### Restauració de l'absolutisme (1823)
La segona restauració de l'absolutisme es va prolongar molt més encara que no pas la primera. Finalment, des de l'any 1823 es va reprendre una línia de govern moderadament reformista que la guerra dinàstica desfermada a la mort de Ferran VII -carlins contra isabelins o liberals- no va fer sinó accelerar. A l'estiu de l'any 1835, la revolució liberal va trobar l'oportunitat decisiva i va produir el darrer tombant cap a la redefinició, per tercera vegada, del marc institucional d'una economia de mercat.

### La revolució liberal de 1835
L'any 1823, Ferran VII va abolir novament la Constitució i va caldre esperar fins al 1833, després de mort el monarca, per reiniciar una política reformista. La revolta liberal de 1835 va ser un pas decisiu cap a l'establiment d'un marc de llibertats individuals, socials i econòmiques.

## El canvi institucional
Els representants de les distintes províncies reunits a Cadis van procedir a donar forma, a través de les mesures legislatives corresponents, a una nova estructura institucional i social, fonamentada en els principis de llibertat individual i igualtat davant de la llei.
- Un seguit de mesures van transformar els drets de naturalesa senyorial feudal que alguns homes i entitats eclesiàstiques i laiques detenien sobre els recursos naturals i, fins i tot, sobre altres homes, i van entronitzar nous principis jurídics, basats en els drets i les garanties individuals.

- Paral·lelament es van configurar noves formes de propietat d'acord amb l'element definidor bàsic de la propietat individual absoluta, sense restriccions, la plena mobilitat dels factors de producció i el lliure joc de les forces del mercat. Així van quedar radicalment transformades les relacions entre els homes i els recursos naturals i entre si mateixos.

El nou model socioeconòmic dissenyat per les Corts de Cadis a través de la legislació revolucionària va travessar un llarguíssim període de vacil·lacions i d'assajos fins a la consolidació final.
En línies generals, poden agrupar-se en tres capítols, relatius, respectivament, a:
1. Els drets individuals.
2. L'accés als recursos naturals.
3. La mobilització de la terra.

### Els drets individuals
La consolidació dels drets dels ciutadans i dels principis de la sobirania nacional, davant de la monarquia absoluta, exigia l'explicitació dels drets individuals a través de la Constitució. Això va dur inevitablement al principi de llibertat d'empresa i, per tant, a l'abolició dels privilegis i les exclusivitats dels gremis.
- Les Corts de Cadis van començar decretant el 1811 la devolució a la Corona dels drets jurisdiccionals dels senyors i la transformació dels seus drets territorials -exclusivament sobre el sòl- en plena propietat particular. En conseqüència, van quedar suprimits tots els monopolis detinguts pels senyors. Una Reial ordre del 1837 va culminar l'abolició dels drets feudals.

- El segon pas va correspondre a la supressió dels drets decimals que percebia l'Església, tot i que també en rebia una proporció gens menyspreable la mateixa Hisenda estatal -a l'entorn del 20% de la massa decimal agregada- i alguns particulars de manera incorporada als drets senyorials -potser el 10% del total-. L'abolició definitiva es va fer el 1837.

A Catalunya els delmes eren en bona part en mans de seglars. Els corresponents als bisbats de Tarragona i la Seu d'Urgell, per exemple, eren percebuts per laics en el 24,3% i en el 31,6%, respectivament. Per aquesta raó, els perjudicats per l'erosió de les percepcions decimals no van ser únicament els beneficiaris eclesiàstics sinó també els nobles. Igualment, i pel mateix motiu, quan l'Estat va indemnitzar els partícips laics del delme l'any 1846, els nobles catalans en van resultar prou afavorits: les províncies de Lleida i Barcelona van figurar entre les quatre més importants d'Espanya per aquest concepte.
Un darrer conjunt de canvis quant a la condició jurídica i econòmica de la persona procedeix de la unificació del sistema tributari, duta a terme, ja fora del període ara considerat, mitjançant la reforma de l'any 1845. Si bé no era pas un sistema progressiu, disposava un règim de tributació idèntic per a tots els ciutadans. Implicava, per tant, l'abolició dels règims tributaris particulars anteriors.

### L'accés als recursos naturals
Els parlamentaris reunits a Cadis també van afrontar el problema de la limitada disponibilitat de les terres per part dels propietaris: un decret del 1813, reintroduït el 1836, establia la plena llibertat contractual en matèria d'arrendaments i, en conseqüència, la supressió de qualsevol presumpció possessòria dels arrendataris, encara que en fossin de molts anys. Garantia el dret dels propietaris a tancar les finques i a disposar-ne de forma exclusiva, evitant tota servitud col·lectiva o la pràctica de conreu comunitari.
La supressió de mayorazgos, fundacions, fideïcomisos i qualsevol altra forma de vinculació de la propietat va ser introduïda el 1820 i reinstaurada el 1836. La desvinculació no va tenir una gran importància a Catalunya, ja que les institucions vinculants no mantenien la prohibició d'alienar de la forma estricta en què ho feien a Castella.
Comparativament a la resta dels territoris peninsulars, d'altra banda, la posició de la noblesa a la societat catalana era francament feble. Amb tot, una quantitat desconeguda, però no menyspreable, de propietats nobiliàries es va posar en venda durant la revolució liberal. La causa principal era precisament aquest mateix procés de canvi institucional i els seus negatius efectes sobre els ingressos de la noblesa. De la mateixa manera, també es va modificar el règim d'utilització d'un altre dels recursos naturals, essencial en un àmbit geogràfic on resulta relativament escàs, com és l'aigua. L'abolició dels senyorius va eliminar la propietat feudal de les aigües, però no va afectar el règim emfitèutic vigent a Catalunya, el País Valencià i les Illes. La pràctica totalitat de les aigües pertanyia al Reial Patrimoni i estava a disposició de qualsevol usuari en règim d'establiment, és a dir, amb les càrregues de censos i lluïsmes. El dret a disposar de l'aigua era totalment garantit però amb un cost monetari.
A Catalunya l'aigua seguia sent de domini reial i els particulars, per a emprar-la per al regatge o com a font d'energia, havien d'acceptar les condicions i els pagaments exigits pels oficials del Reial Patrimoni. Això tenia lloc en un context de gran augment de la demanda a causa del creixement de la població i del desenvolupament de la producció manufacturera. Dues disposicions dels governants liberals, de 1835 i de 1837, van procedir a la despatrimonialització de l'aigua i a assegurar-ne la llibertat i la gratuïtat.

### La mobilització de la terra

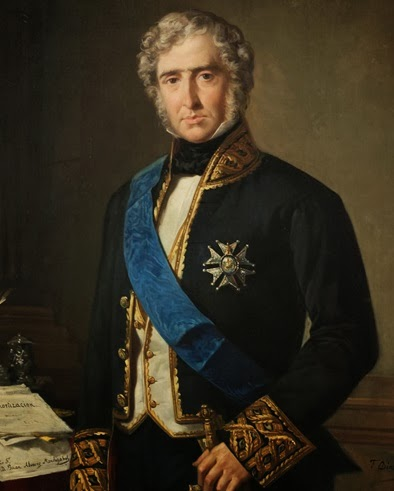
Juan Álvarez Mendizábal.

Un darrer conjunt de mesures va produir la desamortització de les terres de l'Església. Des del 1820 i fins al 1823 va tenir lloc una àmplia operació de confiscació i venda en subhasta pública de les terres de l'Església, una gran part de les quals va passar a particulars. Perdudes arran del restabliment de l'absolutisme, les finques van tornar als antics compradors el 1835 amb la definitiva instauració del règim liberal. Les vendes es van reprendre després de les noves mesures desamortitzadores de Juan Álvarez Mendizábal el 1836 i el 1837.
Aquesta gran mobilització de la riquesa rústica, des de les antigues "mans mortes" a les "mans vives" dels compradors particulars, la va acompanyar l'aplicació de nous criteris de gestió més racionals. De tota manera, també la propietat eclesiàstica a Catalunya resultava inferior a la de molts altres territoris espanyols. Les diòcesis catalanes, per exemple, tenien rendes modestes, excepte les de Tarragona, Barcelona i Lleida, que tampoc no eren comparables a les castellanes. La comparació amb la resta d'Espanya confirma la migrada transcendència de la desamortització a Catalunya on el conjunt de les terres afectades per les desamortitzacions no arribava al 5% del valor atribuït a la totalitat de les de l'Estat espanyol. La desamortització eclesiàstica va contribuir, al costat de la desvinculació, a fer efectiva una àmplia mobilització de la terra i al desenvolupament de les relacions mercantils a l'agricultura. Però a Catalunya només va afectar un nombre limitat de propietats i va consolidar el domini dels camperols. Les lleis liberals facilitarien als emfiteutes la plena i absoluta propietat mitjançant la redempció dels censos, reduïts a quantitats molt petites pel pas del temps i la pèrdua de valor de la moneda.
En altres modalitats de cessió de la terra, com la del contracte de rabassa morta per a la plantació de vinya, també era molt gran l'estabilitat de l'establiment agrari. En aquest darrer cas, però, les lleis del període liberal van tendir a impedir la perpetuïtat dels drets dels camperols.